# Медікаси
Медіка́си (рос. Медикасы, чув. Метикасси) — присілок у складі Цівільського району Чувашії, Росія. Адміністративний центр Медікасинського сільського поселення.
Населення — 179 осіб (2010; 225 у 2002).
Національний склад:
- чуваші — 100 %